# Laurent Jiménez-Balaguer
Laurent Jiménez-Balaguer (Hospitalet de Llobregat, 14 de enero de 1928 - Boulogne-Billancourt, 16 de abril de 2015) fue un pintor español. En los años 50 se convirtió en uno de los más destacados pintores del Arte Catalán como iniciador de un lenguaje privado. Pertenece al Expresionismo Abstracto y al Informalismo europeo. Estas vanguardias posmodernas se han caracterizado por su reivindicación multicultural mediante sus texturas pictóricas, así como por la necesidad de inventar una nueva mente.
Jiménez-Balaguer construye un conocimiento del psiquismo humano basándose en el modelo del lenguaje de Saussure a fin de mostrar que la pintura es un medio para el conocimiento del sujeto. Insiste sobre la idea de una construcción necesaria del Yo y en su visualización-proyección, ya que el interior humano no es ni un alma impalpable ni un ego inmaterial invisible.
Su concepción de la creación y de la sociedad lo inscriben en un proceso de revolución permanente, desde la cual el sujeto tiene que luchar para la construcción de su Yo. Su obra plantea que el Yo es un acto performativo. José María Moreno Galván le consideró en 1960 como uno de los veinte pintores más importantes del Arte Contemporáneo Catalán y del Informalismo.
Dos arquetipos fundamentales estructuran su campo de investigación: el Cuerpo-Memoria y el Exterior-Interior.

## Biografía

### Formación

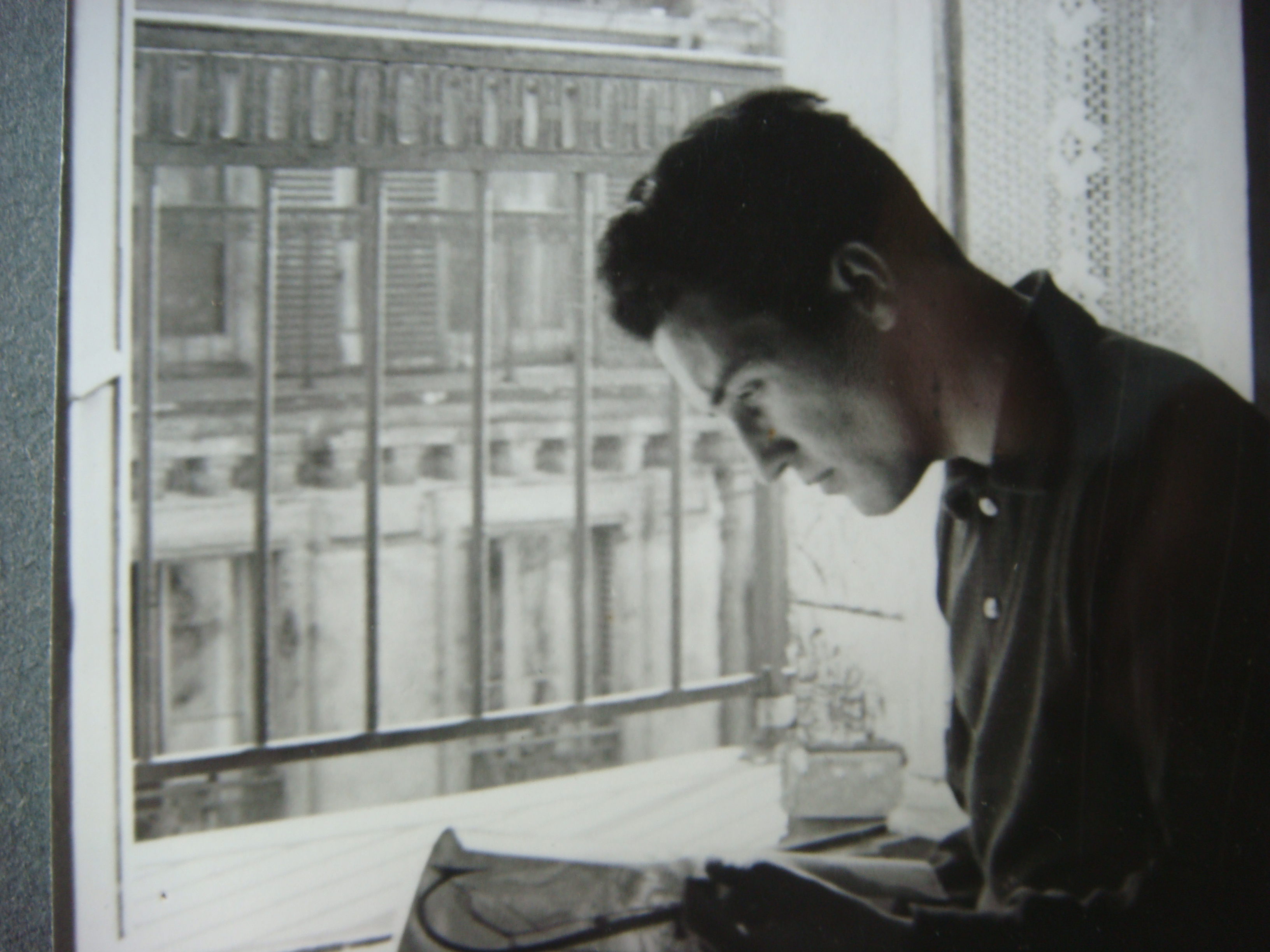
Jiménez-Balaguer en París en 1960

Al principio, pinta figuras humanas que infunden sentimiento metafísico. Sus obras tratan de entrar en el interior del individuo, el cual no está determinado solamente por un género sexual o una identidad cultural peculiar. Como El Greco, busca el aspecto trascendental del ser. En 1955, abandona definitivamente la descripción del mundo para focalizarse en el problema de transformar lo invisible en visible. Según Jiménez-Balaguer, la pintura permite un acto de conocimiento exacto de uno mismo, con la proyección de una materia prima mediante una representación espontánea.
Al seguir los parámetros de la tradición filosófica occidental, piensa que toda expresión es expresión de algo, por lo tanto, el signo se refiere a una realidad que construye el objeto en el mismo tiempo que la significación.
Según la tradición occidental, todo está relacionado, teniendo sus redes de correspondencias: todo está conectado y la significación se construye por analogía. De aquí surge su concepto de Otra Realidad, y su trabajo sobre las fronteras y el concepto de límite.
Lo Real, entendido simbólicamente, está ubicado entre el Interior y el Exterior, entre la Corporeidad y la Memoria. Una de sus grandes aportaciones al arte contemporáneo y a la pintura del siglo XXI fue referirse a esta “ Otra Realidad ” con un signo lingüístico-pictórico.
Se ha dicho que, para impedir la destrucción de su identidad en estos años de formación, participó activamente al reconocimiento de una identidad catalana y aprendió a escribir su lengua materna, el catalán, entonces prohibido en España por el régimen franquista.
Estos son años de experimentación para el pintor, que trabaja sobre la materia escondida, es decir, lo que uno guarda dentro de su psique: aquello frágil y subjetivo que se sujeta y acalla para no ser exteriorizado.
Jiménez-Balaguer piensa que “ Lo sensible es el reflejo de lo inteligible ”, y no para de indagar el concepto fundamental de una individuación del alma.

### La Abstracción Lírica Catalana

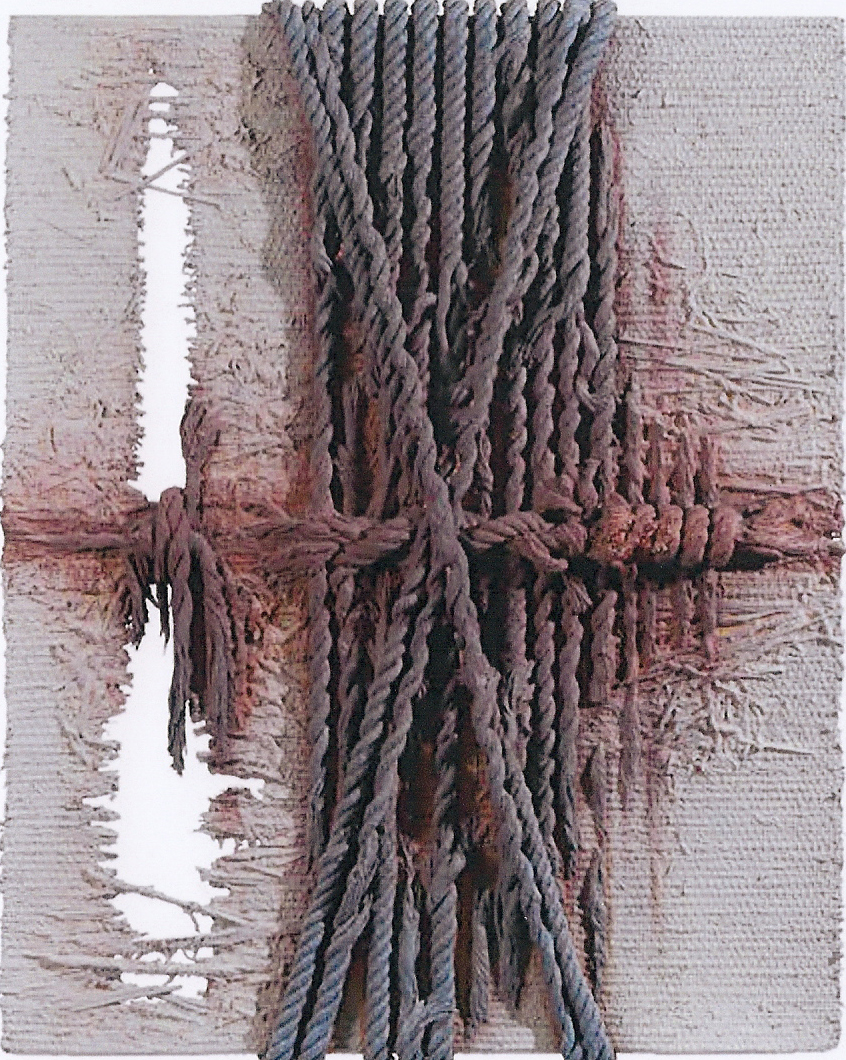
Cuerdas de memoria, 1998.

Con veinte años pinta en las montañas del monasterio de Montserrat con su amigo Josep Guinovart, liberándose de toda convención. Conoce a Cesáreo Rodríguez-Aguilera y su mujer Mercedes de Prat, y se hacen amigos íntimos.
Publica un manifiesto titulado “ He escuchado ”, donde define su aspiración, “ to claim ”. Según el sentido que le da Stanley Cavell, “ Claim: es lo que hace una voz cuando se funda en sí misma para establecer un aserción universal. ”
Sus intuiciones son muy cercanas a las de Merleau-Ponty con su defensa del cuerpo como sujeto, y de las de Wittgenstein : “ El cuerpo humano es la mejor imagen del alma humana. ”
Expone en el “ Ciclo experimental d’Art Nou ” que dirigen Josep Maria de Sucre i de Grau y Àngel Marsà, y sus pinturas enriquecen la pintura matérica. En la Galería Clan de Madrid, obtiene la inestimable ayuda de Manolo Millares del grupo El Paso y de César Manrique. Este último acaba siendo un gran amigo y lo invita a mantener mayor contacto. El objetivo es impedir la obstrucción de la expresión y obtener la total libertad del ser. En 1956, el crítico de arte Juan Eduardo Cirlot lo incluye en el movimiento de la pintura abstracta.
La cultura catalana está en la búsqueda de sus señas de identidad, envergadura y especificidad, y se opone al arte oficial. Los pintores del siglo XX, principalmente Joan Miró, insisten en la necesidad de un arte nuevo.

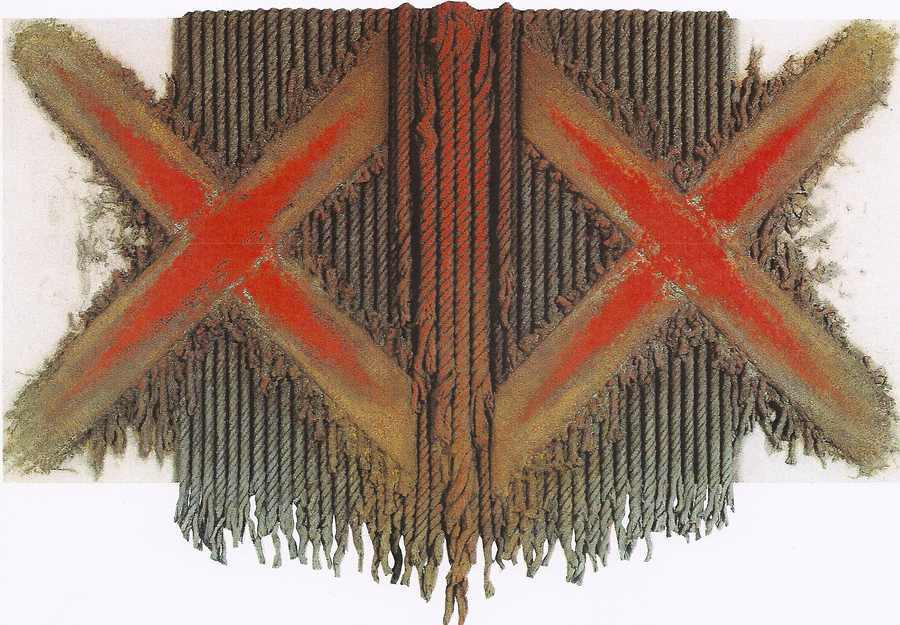
¿2000 años de qué?, 1998.

En 1957, en los Salones de Mayo europeos, la juventud intelectual, Antoni Tàpies, Laurent Jiménez-Balaguer, presentan sus obras. Todos estos pintores informalistas muestran una visión crítica hacia un mundo de biopoder, de opresión y de exclusión, dominado por los diversos imperialismos.

### Informalismo e Información

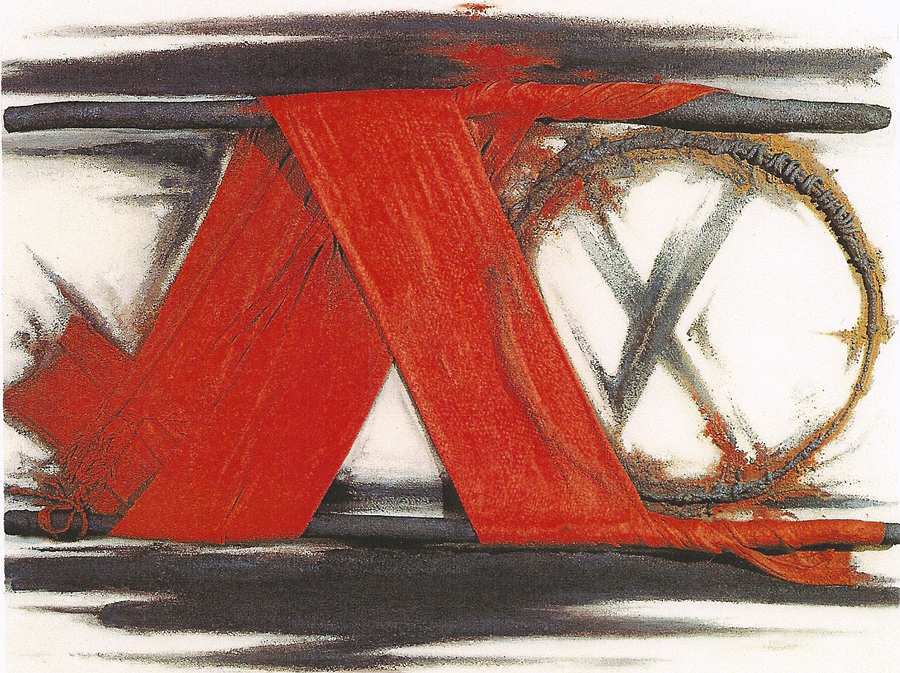
Sangre Violencia y Hierro, 1992.

En los años 70, debido a la fuerte conexión con la época postestructuralista, el pintor sigue explorando las posibilidades de un conocimiento del Yo. Desde entonces, su obra inaugura una nueva etapa basada en la comprensión del problema de la expresión y sus impotencias, inhibiciones, prohibiciones, inercias, y negaciones: los cuadros de Jiménez-Balaguer son la proyección de la visualización del interior desconocido.
Pese la abstracción de las imágenes, él piensa que estas no tienen porqué resultar misteriosas, mágicas y mudas: más bien tienen que conseguir comunicar significaciones.
Desde entonces, la belleza de un signo es poder dar una información universal sobre un fenómeno humano que permite otorgar al sujeto mayor poder.
Aunque por definición, lo Informe es lo que no tiene forma, Jiménez-Balaguer quiere indagar en la segunda acepción de la palabra. Como toda palabra “ Informe ” no es un concepto unívoco, sino polisémico. “ Informe ” es igualmente la exposición, ordenada y exhaustiva, sobre el estado de una cuestión.
Según Jiménez-Balaguer lo Informal es un informe que todavía no tiene forma, y el Informalismo es la ciencia de la nueva forma que se está creando.
El Informalismo deviene, desde este punto de vista, la corriente del arte que visualiza el espacio donde se construye la significación. En otras palabras: pensar “ Informe ” es pensar “Información”.

### Defensa de la subjetividad

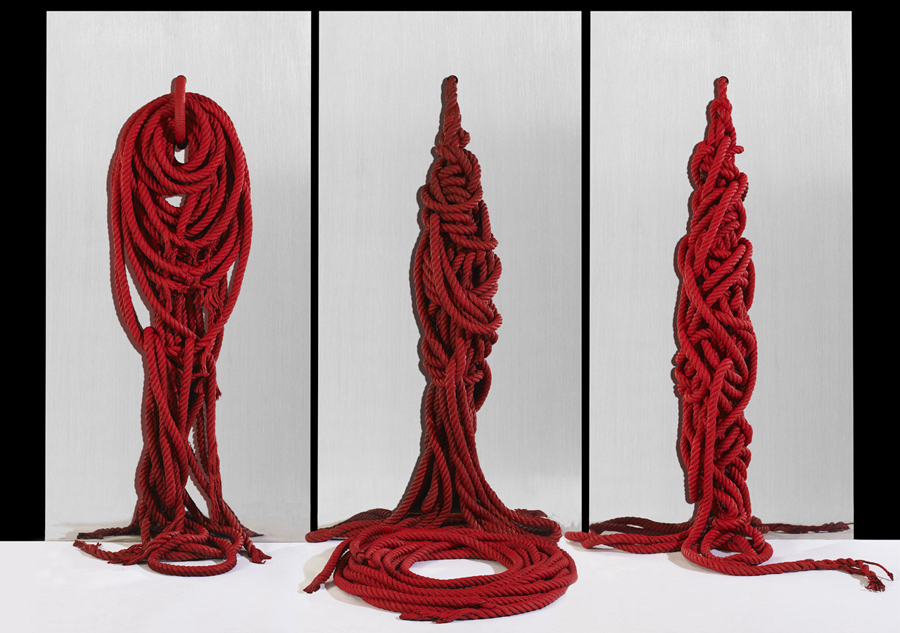
Espejos de la memoria, 1999.

Su obra muestra un respeto infinito de la vulnerabilidad. Se construye como un acto crítico de la sociedad contemporánea que produce la destrucción de la subjetividad. Durante estos años, Jiménez-Balaguer averigua el poder de la pintura como fuerza.
Piensa que la imagen informalista es testimonio de una memoria semiótica presimbólica. Por lo tanto, su meta es revelar un lenguaje de lo pre-lingüístico, basado en la memoria de lo más entrañable, y que dota de estructura al ser.
Es durante estos años cuando el pintor se libera de la destrucción estética de los años 50 y de las rascaduras del Informalismo de la posguerra para entrar en el siglo XXI. 

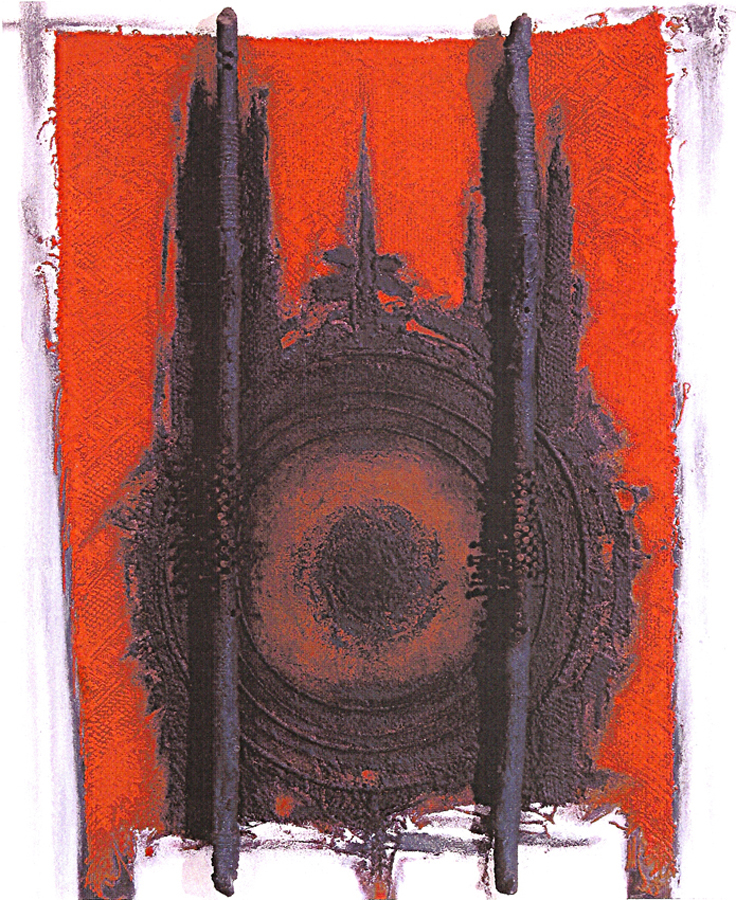
Caminos paralelos, 1990

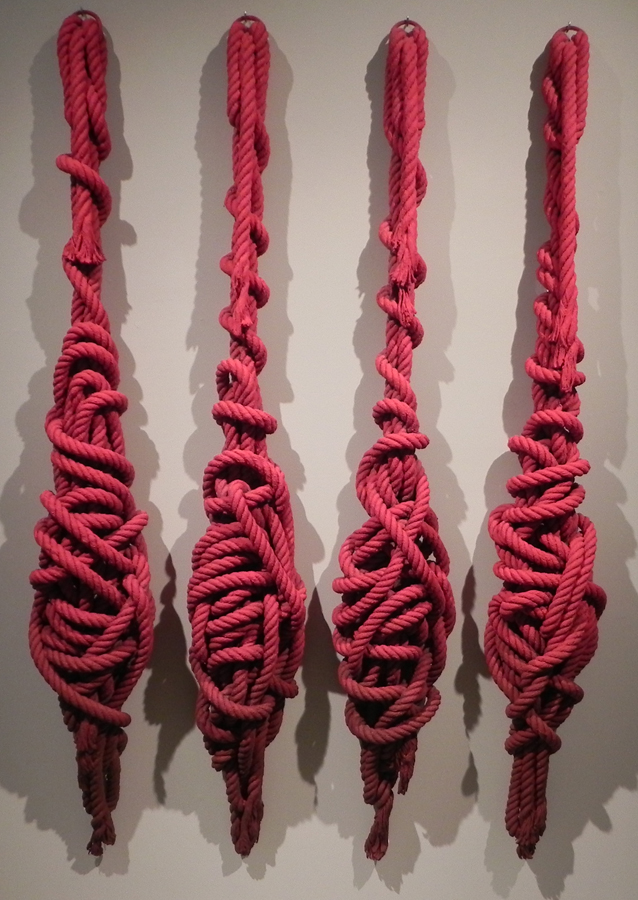
Cataluña, 2001

De hecho, tras los arañazos, las rayas deícticas, las amputaciones, la fragmentación de la visión explotada, los detalles de la herida, de la interiorización de la negatividad y la violencia ejercitada contra la materia del ser, está la psique humana, que es capaz de reconstruirse.
Jiménez-Balaguer focaliza todo su arte en la transformación de la violencia en Forma.

### Constitución de un lenguaje universal de la Interioridad

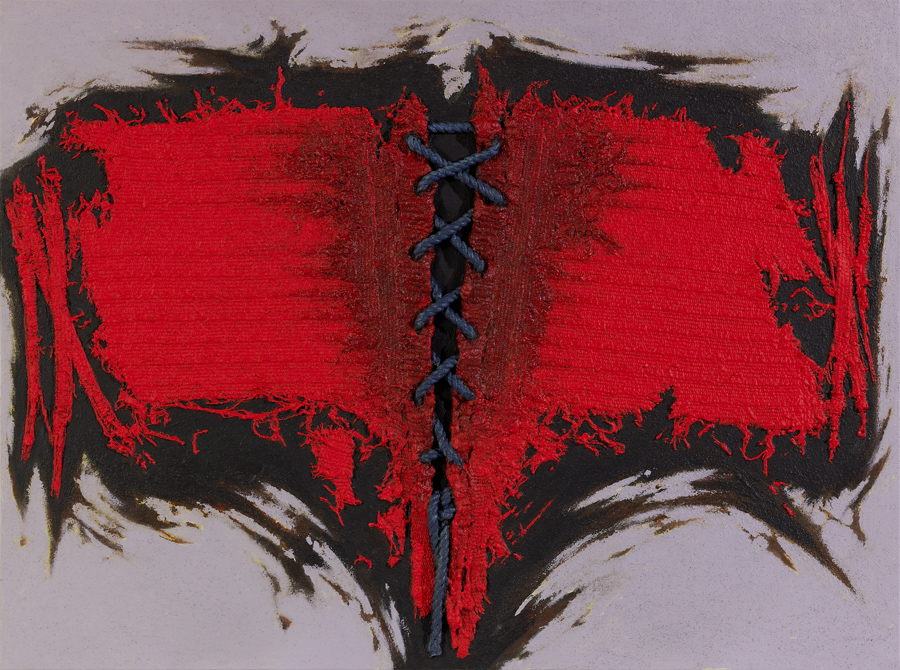
Cuando uno se encariña, 2010

A partir de los años 60, se instala en París con María Teresa Andreu (Mery). Tienen cuatro hijos: Christian, Virginie, Valérie y Eric, y se pone en contacto con los intelectuales y los filósofos de París. Se relaciona con el joyero parisino Jean Vendome. En 1961, es presentado a Antoni Clavé y a Stephen Spender en la Galería Saint-Germain. A partir de este momento y durante veinte años, desarrolla un lenguaje de signos mediante los cuales es capaz de comunicar un lenguaje universal de la interioridad.

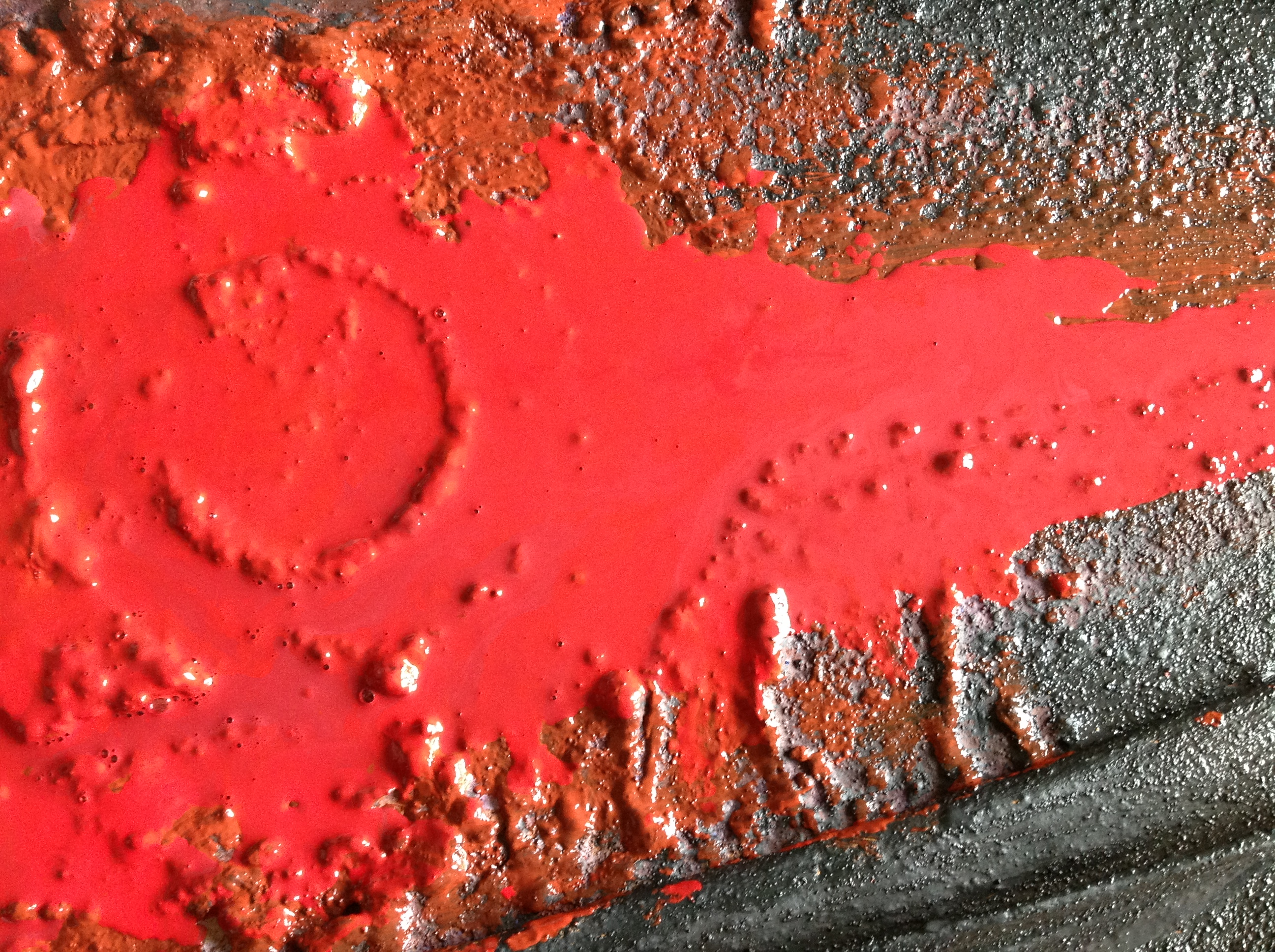
Detalle 1, 2013.

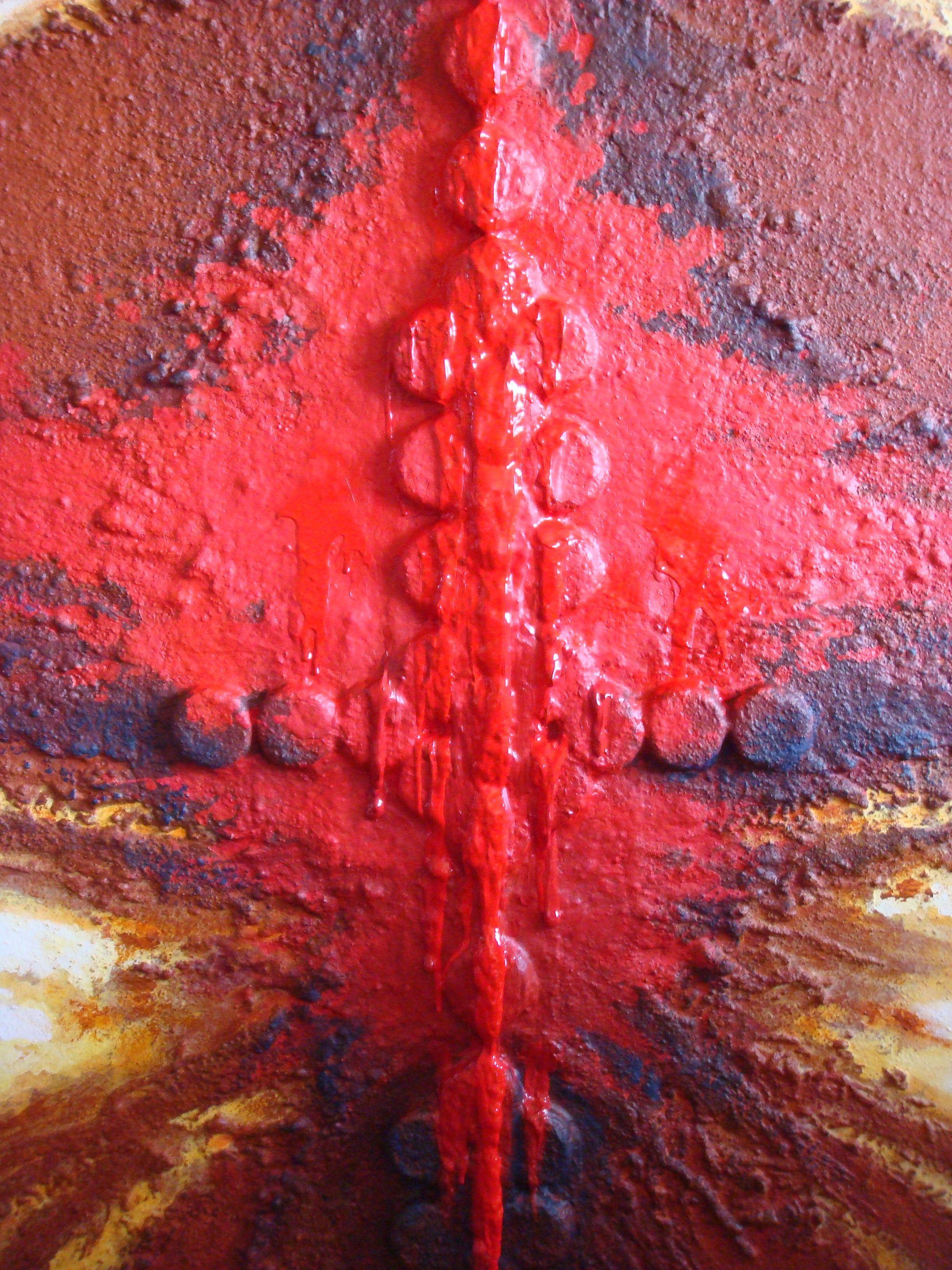
Detalle 2, 2013.

Se trata de una deconstrucción de la idea según la cual un lenguaje privado no puede ser entendido por otro que uno mismo. Para Jiménez-Balaguer, la interioridad tiene por destino la comunicación universal. En 1986, se encuentra con Michel Tapié, promotor del concepto de “ Art Autre ” ; este le presenta a Rodolphe Stadler.
A partir de 1988, introduce una serie de objetos del mundo para expresar la interioridad. Sus cuadros se convierten en una pura enunciación mediante sus añadidos de arena, cuerdas, clavos, tejidos, ramas, rejas.

### La pintura comointerfaz
Jiménez-Balaguer obtiene el apoyo de Pierre Restany, que siente un especial entusiasmo por su obra. En la Galería Calart Actual en Ginebra, Luis Callejo le presenta a Joan Hernández Pijuan.
En 1990, Laurent Jiménez-Balaguer elabora el primer sistema de significantes de un lenguaje universal de la interioridad. Cada cuadro se convierte en el espacio de la visualización del lenguaje universal de la interioridad, desde el cual se comprueba la construcción del sujeto.
Su trabajo interroga los clásicos atributos del sujeto: el tiempo, la memoria adquirida y el sufrimiento. Sus obras indagan en dichos elementos.
En el año 2000, empieza sus diálogos filosóficos con Alexis Virginie Jiménez sobre la pintura catalana y el Informalismo de los años 50; juntos crean la corriente artística: el Nuevo Informalismo. El movimiento nace en el año 2000 en Chevry II (Gif sur Yvettes), donde está su taller.
La base teórica está relacionada con los New Cultural Studies. Los primeros vídeos de arte “Interventions”, de Alexis Virginie Jiménez, están rodados allí.
El trabajo de Jiménez-Balaguer, comparte ciertos valores con los Cultural Studies y las luchas teóricas de intelectuales como Julia Kristeva, Jacques Derrida, Gilles Deleuze, Jacques Lacan, Michel Foucault o Judith Butler.
El artista cuestiona qué hay que hacer con los puntos cardinales de la metafísica occidental y como se debería de interpretar una nueva concepción de la identidad humana.

### Obra seleccionada

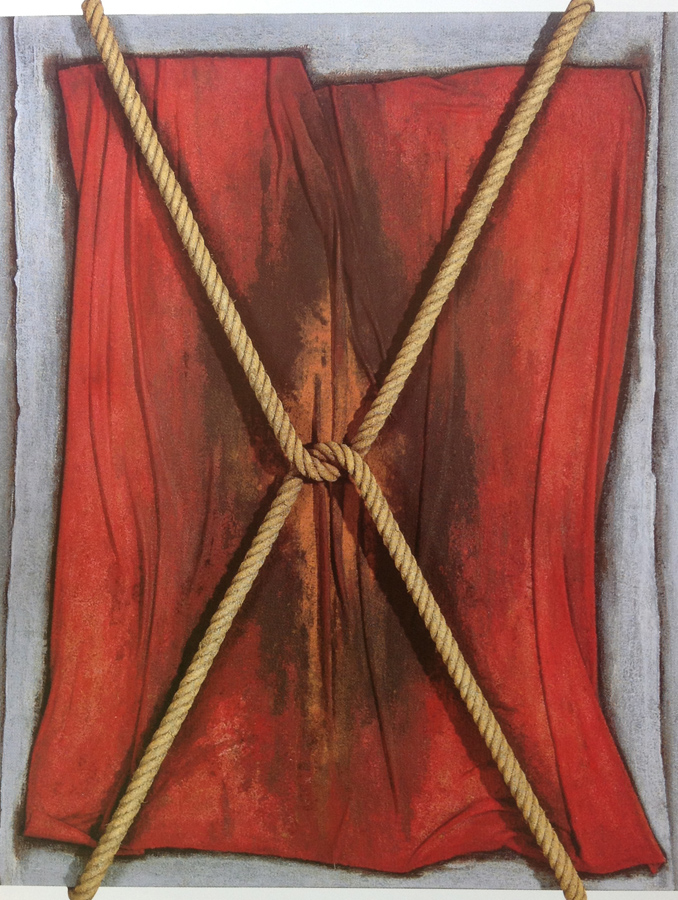
Querer Olvidar, 1998.
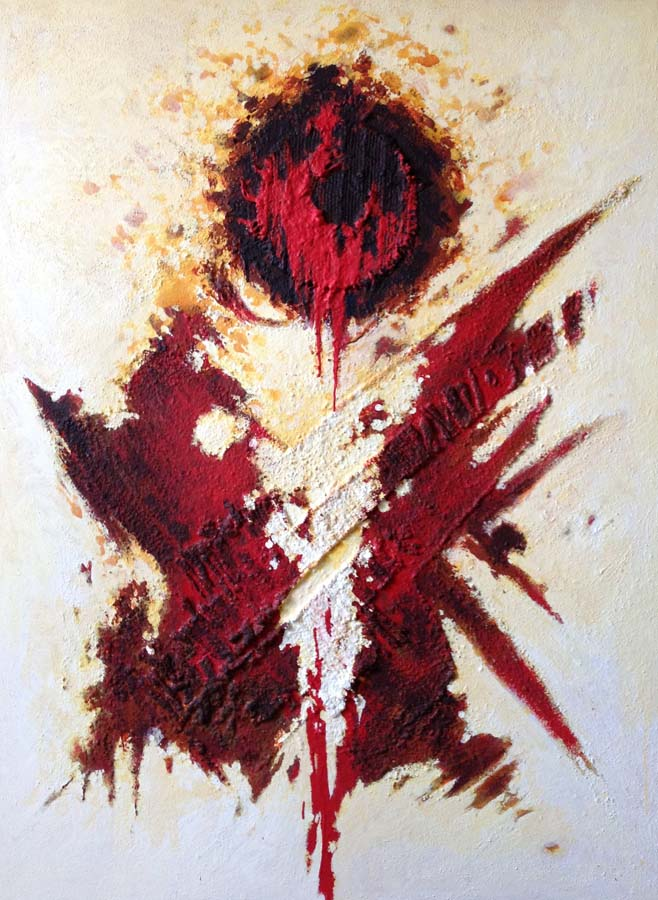
Sol Negro, 2012.
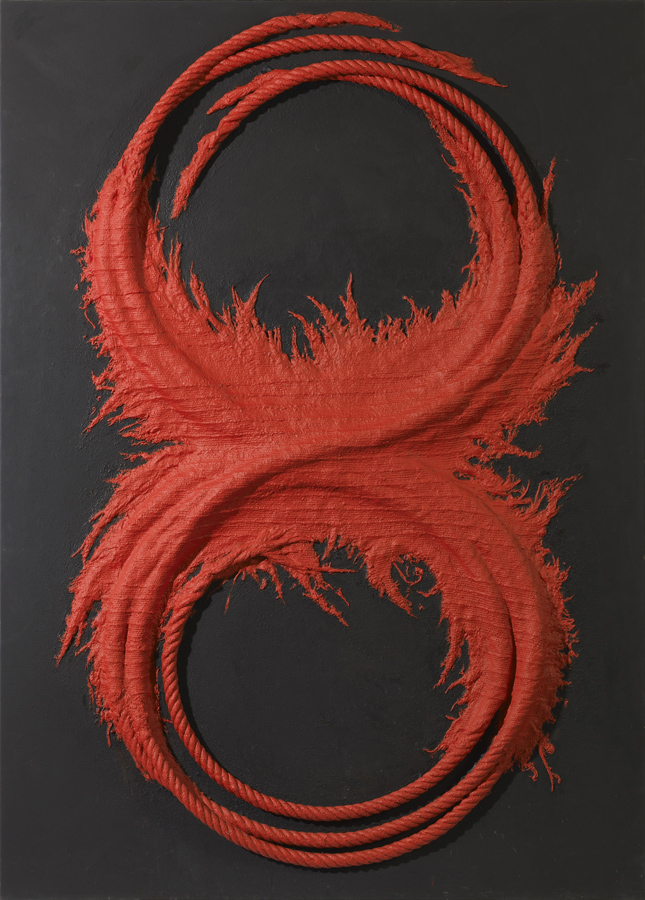
El 8 da buena suerte 2010.

### Léxico gráfico universal
- Las Cuerdas : simbolizan los lazos que unen la interioridad invisible del hombre al Todo universal. “ La cuerda es una materia emblemática de este camino que lleva el artista al territorio del Art Autre del Informalismo ”[4]

- Las Ramas Azules: son los símbolos de la andadura del alma y de su realización de forma unitaria.

- Los Nudos : son los trazos psico-noéticos de la elaboración subjetiva.

## Exposiciones principales (selección)
- 2023 ¿Qué humanidad? La figura humana después de la guerra (1940-1966) - Museu Nacional d’art de Catalunya (MNAC), Barcelona, ESPAÑA - Comisario de la exposición y prefacio Àlex Mitrani - texto de Boris Cyrulnik
- 2016 L’Hospitalet recorda Jiménez-Balaguer, Centre d’Art Tecla Sala - L’Hospitalet de Llobregat - Barcelona, ESPAÑA - Comisario de la exposición Antoni Perna - Prefacio ¿Hacia qué humanidad? de Alexis Virginie Jimenez
- 2015 Allò sagrat de Jiménez-Balaguer - Obres 1956-2014, Museu de Montserrat - Barcelona, ESPAÑA - Comisario de la exposición Antoni Perna
- 2014 La memòria de la matèria, Museu de L’Hospitalet, L’Harmonia - Espai d’art - L’Hospitalet de Llobregat, ESPAÑA
- 2012 Cicle Invasions Subtils... con Laurent Jiménez-Balaguer, Agramunt - ESPAÑA - Comisario de la exposición Sylvia Muñoz
- 2012 L’Emergència del Signe,[5] Museo Can Framis, Fundació Vila Casas, Barcelona - ESPAÑA
- 2010 "El Cos d’una memòria", Galería Art Vall, Andorra la Vieja - ANDORRA
- 2010 "Le Nœud", Galerie Saint Cyr, Ruan - FRANCIA
- 2007 "Cuerpo de una memoria", Galería Calart Actual, Segovia - ESPAÑA
- 2006 "L'au-delà du miroir", Galerie Guislain-États d'Art, París - FRANCIA
- 2003 "Œuvres de 1960 à 1962" et "Souvenirs enfouis", Rétrospective, Galerie Guislain-États d'Art, París - FRANCIA
- 2002 "Traces d'une mémoire", Centre d'Études Catalanes, París - FRANCIA
- 2000 "Exposition", Galerie Guislain-États d'Art, París - FRANCIA
- 1999 "2000 ans de quoi ?", Galerie Lina Davidov, París - FRANCIA
- 1999 "2000 ans de quoi ?", Grand Théâtre d’Angers, Angers - FRANCIA
- 1998 "Dedans/Dehors", La Corderie Royale, Rochefort - FRANCIA
- 1998 MPT Courdimanche, Les Ulis - FRANCIA
- 1997 "Images d'une mémoire", Les Cordeliers, Châteauroux - FRANCIA
- 1997 Galerie Lina Davidov, París - FRANCIA
- 1996 Galerie Finartis, Zoug - SUIZA
- 1995 Galerie Calart, Ginebra - SUIZA
- 1994 Galerie Rami, Zúrich - SUIZA
- 1994 Galerie Lina Davidov, París - FRANCE
- 1993 Galerie Adriana Schmidt, Colonia - ALEMANIA
- 1992 Galerie Lina Davidov, París - FRANCIA
- 1992 Galerie Adriana Schmidt, Stuttgart - ALEMANIA
- 1991 Centre d'Art Contemporain, Corbeil-Essonnes - FRANCIA
- 1991 Galerie Claude Samuel, París - FRANCIA
- 1991 Galerie Rami, Zúrich - SUIZA
- 1990 Galerie Calart, Ginebra - SUIZA
- 1989 Galerie Claude Samuel, París - FRANCIA
- 1987 "Réalité autre", Galerie Claude Samuel, París - FRANCIA
- 1985 Paris Art Center, París - FRANCIA
- 1984 Grand Orient de France, París - FRANCIA
- 1982 International Arts Gallery, Chicago - ESTADOS UNIDOS
- 1981 Galerie Vienner, París - FRANCIA
- 1980 Galerie Vienner, París - FRANCIA
- 1980 Musée Napoléonien, Antibes-Golfe-Juan - FRANCIA
- 1979 Galerie Vienner, París - FRANCIA
- 1977 Realización de ocho grandes creaciones murales para el Centre Hospitalier de Creil, Creil - FRANCIA
- 1969 Dayton's Gallery 12, Mineápolis - ESTADOS UNIDOS
- 1963 Joachim Gallery, Chicago - ESTADOS UNIDOS
- 1961 Galerie Saint-Germain, París - FRANCIA
- 1961 Savage Gallery, Londres – REINO UNIDO
- 1961 Galerie Toulouse, Copenhague - DINAMARCA
- 1959 Galerie J.C. de Chaudun, París - FRANCIA
- 1959 Galerie Mistral, Bruselas - BÉLGICA
- 1959 Centre Culturel et Artistique d'Uccle, Bruselas - BÉLGICA
- 1957 Club Universitari de València, Valencia - ESPAÑA
- 1957 Galeria d'Art Jaimes, Barcelona - ESPAÑA
- 1956 Galería Clan, Madrid - ESPAÑA
- 1956 Galerie d'Art Quint, Palma de Mallorca - ESPAÑA
- 1955 "Ciclo Experimental d’Art Nou", Galeries Jardin, Barcelona - ESPAÑA
- 1955 Galeries Laietanes, Barcelona - ESPAÑA
- 1955 Galería Sur, Santander - ESPAÑA
- 1952 Casino de Ripoll, Ripoll - ESPAÑA

## Retrospectivas
- Fundació Vila Casas, Can Framis, Barcelona - España

## Museos
- Museu Nacional d'Art de Catalunya, Barcelona - España
- Museu de l’Hospitalet, Barcelona - España
- Museu de Montserrat, Barcelona - España
- Fundació Vila Casas, Barcelona - España
- MACBA, Museu d’Art Contemporani, Barcelona - España
- Fons d'Art de la Generalidad de Cataluña, Barcelona - España
- Museu de Ceràmicas, Manises - España
- Artecovi, Fundación, Madrid - España
- Musée de Chateauroux, Francia
- Musée municipal de Bourg-en-Bresse, Francia
- Musée d’Art et Histoire, Rochefort - Francia
- Grand Théâtre (Angers), Francia
- Centre d'art sacré contemporain de Lille, Francia

## Escritos
- Roberta Bosco, "Recuperación de un olvidado",[6] El País Barcelona 2012
- Montse Frisach, "Rescatat de l’oblit",[7] El Punt/Avui, Barcelona 2012
- Natalia Farré, "Jiménez-Balaguer 55 años después", El Periódico, Barcelona 2012
- Toni Mata i Riu, "Força sìgnica", Regio 7, Barcelona 2012
- Albert Mercadé, "L’emergència del signe", Escrits Arts, Barcelona, Catalunya, 2012[8]
- José Corredor Matheos, "El retorn del nostre Jiménez-Balaguer", Fundació Vila Casas, Barcelona 2012
- Joan Gil, "El paisatge de la memoria", Andorra 2010
- Tomás Paredes, "El arte sirve para ir más allá de la muerte", Agora-El Punto, perfil L.Jiménez-Balaguer, Madrid 2007
- Tomás Paredes, "Jiménez-Balaguer, Cuerpo de una memoria", El Punto de las Artes, Madrid 2007
- Tomás Paredes, "La unión de lo telúrico y lo celestial", La Vanguardia, Barcelona, Madrid 2007
- Antonio Madrigal, "Desgarramiento necesario, pinturas de Jiménez-Balaguer", El Adelantado, Segovia, España 2007
- Lydia Harambourg, "L'au-delà du miroir", Le Magazine - de Musées en Galeries, París, Francia 2006
- Tomás Paredes, "El más allá del espejo", El Punto de las Artes, Madrid 2006
- Tomás Paredes, "Jiménez-Balaguer, recuerdos escondidos", "El Punto de las Artes", Madrid 2003
- Lydia Harambourg, "Les signes telluriques de Laurent Jiménez-Balaguer", La Gazette Drouot, París, Francia
- Lydia Harambourg, "Jiménez-Balaguer", de Musées en Galeries, La Gazette Drouot, París 2002
- Tomás Paredes, "Jiménez-Balaguer, huellas de una memoria", El Punto de las Artes, Madrid, España
- Elisée Trenc, "Jiménez-Balaguer, l'élan vital", París, Francia
- Lydia Harambourg, "2000 ans de quoi ?", Grand Théâtre d'Angers, Claude Sabet Éditeur, Genève, 1999
- B. Guyomar, "Jiménez-Balaguer, cordes et âme", Courrier de l'Ouest, Francia
- Lydia Harambourg, La Gazette Drouot, París, Francia
- Michel Nuridsany, "Une ouverture", Les Cordeliers, Châteauroux, Francia 1997
- Kim Sang Ong-Van-Cung, "La figure de la création", París 1997
- Arthur et Yves Desclozeaux, "Au bout de la rue ... peintres et sculpteurs de Boulogne",  Éditions Turbulences, 1992
- Chantal Cusin-Berche, "Le signe de l'absolu", Francia 1991
- Michel Giroud, "Le combat de la peinture, la peinture d'un combat", Centre d'Art Contemporain, Corbeil-Essonnes, Francia
- Pierre Restany/Gérard Xuriguera, "Le corps d'une mémoire", Herford, R.F.A, Drudk + Lithographie GmbH Éditeur, 1990
- Gérard Xuriguera, "Jiménez-Balaguer, œuvres des années 60", Genève, Claude Sabet Éditeur
- Catherine Francblin, París, Francia 1989
- Enté, alias Alexis Virginie Jiménez, "Réalité Autre", París, Francia 1987
- Claude Bouyeure, "Jiménez-Balaguer : Ligne après ligne", Magazine d’Art Cimaise, n° 176, Francia 1985
- Gérard Xuriguera, "La substance première", París, Francia
- Alain Macaire, Canal, n°1
- Ben Milard, París, Les Cahiers de la peinture, n° 181
- Claude Dorval, "Les peintures de Jiménez-Balaguer", París, Profils, 1984
- Yak Rivais, París, Les Cahiers de la peinture, n° 119
- Alain Macaire, "Une mémoire cosmique", Canal, n° 39
- Michel Arsene-Henry, París, Art Press, n° 48, 1981
- Claude Dorval, París, Francia
- Donatella Micault, "Un peintre, une œuvre : Jiménez-Balaguer", La Presse Française, 1980
- Claude Dorval, Art Press, n° 38
- Paule Gauthier, "Jiménez-Balaguer - Vers Un méta-matérialisme", Magazine d’Art Cimaise, n° 143, Francia, 1979
- Adam Saulnier, París
- G. Gassiot-Talabot, Magazine d’Art Cimaise, n° 53, 1961
- Stephen Spender, Londres
- Jasia Reicharat, Apollo, Modem Art in London, Londres
- M.F. Prieto, "Jiménez-Balaguer : l'art comme mystique"
- Robert Vrinat, París 1960
- Jamil Hamoudi, "Jiménez-Balaguer", Paris, Collection Arts et Lettres, Éditions Ishtar
- Maurice Gieure, París
- Jean Sylvain, París 1959
- Jean-Albert Cartier, París
- Denys Chevalier, París, Aujourd'hui, n° 26
- Alberto del Castillo, Diario de Barcelona, mars 1957
- Jorge del Castillo, Barcelone, Revista Fotogramas, n° 430
- Joan Fuster, "Peintura de Jiménez-Balaguer", Valencia
- José Maria de Martin, "La Jirafa", abril de 1957
- Àngel Marsà, Correo catalán, febrero de 1957
- Rafael Manzano, "La peinture pathétique de Jiménez-Balaguer" La Revista, n° 254, 1956
- Manuel Sánchez-Camargo, Palma de Mallorca, 1956
- Cesáreo Rodríguez-Aguilera, La Jirafa, Barcelona, Madrid 1956
- José de Castro Arines, "La pintura de Jiménez-Balaguer", Informaciones, Madrid 1956
- Juan Eduardo Cirlot, "Jiménez-Balaguer", monografía, Barcelona 1956
- Manuel Sánchez-Camargo, Revista, 1956, Manuel ARCE, "La peinture de Jiménez Balaguer", Alerta, Santander 1955
- Sebastià Gasch/Josep Maria de Sucre i de Grau, Barcelona
- Cesáreo Rodríguez-Aguilera, " Message du peintre ", Revista, febrero-marzo 1955
- Cesáreo Rodríguez-Aguilera, " Création et Communication" Santander 1955
- Español Vinas, "Jiménez-Balaguer et sa peinture", Barcelona, Imagenez y el Arte
- Sebastià Gasch, "Avec Jiménez-Balaguer", Destino, Barcelona 1954
- Àngel Marsà, "Quinze minutes devant les tableaux de Jiménez-Balaguer"